# ピーター・アデルバイ
ピーター・レメディ・アデルバイ（パラオ語: Peter Remedy Adelbai、繁体字中国語: 賀彼得、1959年7月24日 - ）は、パラオの政治家、外交官。ミドルネームを省略してピーター・R・アデルバイ（パラオ語: Peter R. Adelbai）、ピーター・アデルバイ（パラオ語: Peter Adelbai）とも。在グアム総領事や在中華民国大使、アイライ州議会議員を経て、2022年より駐日大使を務めている。

## 経歴
2001年から2002年にかけて在グアム総領事として奉職した後、2002年から2012年にかけて駐日大使館で在外勤務、2012年から2013年にかけて在中華民国大使（信任状捧呈は8月22日）。
駐台大使としての任務を終えてパラオに帰国してからは、アイライ州議会議員など様々な公職を務めた。
2021年8月に駐日公使参事官として再び来日し、フランシス・マツタロウ大使の離任後はアデルバイ公使参事官が臨時代理大使を兼任。
駐日臨時代理大使在任中の2022年1月24日、スランゲル・ウィップス・ジュニア大統領がアデルバイを次期駐日大使に指名する。この大使任命人事は、3月1日に開かれた上院での票決の結果、賛成11票、反対1票で承認された。
2022年6月7日、皇居で信任状を捧呈して駐日大使に就任した。